# Erebia romaniae
Erebia romaniae är en fjärilsart som beskrevs av Hormuzaki 1937. Erebia romaniae ingår i släktet Erebia och familjen praktfjärilar. Inga underarter finns listade i Catalogue of Life.